# Banco Digio
O Digio é um banco múltiplo, que opera por meio de uma plataforma digital, voltada para pessoas físicas. É pertencente ao  Bradesco.
O Banco Digio oferece serviços financeiros como operação de conta corrente digital (digioconta), cartões de crédito (DigioCartão, ibicard e outros), seguros (por meio da Ibi), empréstimos (DigioCash e Ibi), administra cartões private label, dentre outros serviços.

## História
Fundado no Brasil em 1981 como Inter American Express Arrendamento Mercantil (American Express), suas atividades iniciais eram a operação dos cartões de crédito American Express no país. 
Em março de 2006, o Bradesco adquiriu as operações da American Express do Brasil, formando a Bankpar Arrendamento Mercantil. Ainda em 2006, o Bankpar repassou a Bradesco Cartões as operações da American Express no Brasil. Em junho de 2009, por meio do Bankpar, o Bradesco adquire o Banco Ibi, então braço financeiro da C&A. 
Em abril de 2010, o Bradesco e o Banco do Brasil formaram a Elo Participações S/A, conhecida também como Elopar, para a operação da bandeira de cartão de crédito Elo e iniciar as operações de um novo banco de crédito. Já no ano de 2011, o Bankpar é integralmente repassado pelo Bradesco a Elopar e passou a se chamar Banco CBSS. 

### Digio
Em setembro de 2016, o Banco CBSS lançou o Digio, então cartão de crédito digital, para concorrer com a fintech Nubank. Curiosamente, o Bradesco, proprietário do Digio, também é dono do Next (o braço digital do Bradesco), seu concorrente. O Banco do Brasil, porém, é utilizado como uma plataforma integrada ao Digio.
Em outubro de 2019, a Elopar decidiu rebatizar o Banco CBSS para Banco Digio e entrar no segmento de contas digitais, o que acontece no início de 2020.
Em outubro de 2021, o Bradesco adquiriu o restante de 49,99% no Banco Digio por R$ 625 milhões, passando a deter, indiretamente, 100% do capital social da empresa.